# Leming (Texas)
Pour les articles homonymes, voir Leming.
Leming est une census-designated place située dans le comté d'Atascosa, dans l’État du Texas, aux États-Unis. Sa population s’élevait à 946 habitants lors du recensement de 2010.